# Sacramento Kings 1985-1986
La stagione 1985-86 dei Sacramento Kings fu la 37ª nella NBA per la franchigia.
I Sacramento Kings arrivarono quinti nella Midwest Division della Western Conference con un record di 37-45. Nei play-off persero al primo turno con gli Houston Rockets (3-0).

## Roster
| N° | Naz.                   | Ruolo | Sportivo         | Anno | Alt. | Peso |
| -- | ---------------------- | ----- | ---------------- | ---- | ---- | ---- |
| 8  | Stati Uniti (bandiera) | GA    | Eddie Johnson    | 1959 | 201  | 98   |
| 10 | Stati Uniti (bandiera) | G     | Michael Adams    | 1963 | 178  | 73   |
| 10 | Stati Uniti (bandiera) | G     | Mike Bratz       | 1955 | 188  | 84   |
| 11 | Stati Uniti (bandiera) | G     | Carl Henry       | 1960 | 198  | 93   |
| 14 | Stati Uniti (bandiera) | A     | David Cooke      | 1963 | 203  | 104  |
| 22 | Stati Uniti (bandiera) | G     | Larry Drew       | 1958 | 185  | 77   |
| 24 | Stati Uniti (bandiera) | G     | Reggie Theus     | 1957 | 201  | 86   |
| 33 | Stati Uniti (bandiera) | AC    | Otis Thorpe      | 1962 | 206  | 102  |
| 35 | Stati Uniti (bandiera) | C     | Joe Kleine       | 1962 | 211  | 116  |
| 40 | Stati Uniti (bandiera) | GA    | Terry Tyler      | 1956 | 201  | 98   |
| 41 | Stati Uniti (bandiera) | AC    | LaSalle Thompson | 1961 | 208  | 111  |
| 42 | Stati Uniti (bandiera) | GA    | Mike Woodson     | 1958 | 196  | 88   |
| 50 | Stati Uniti (bandiera) | AC    | Rich Kelley      | 1953 | 213  | 107  |
| 53 | Stati Uniti (bandiera) | A     | Mark Olberding   | 1956 | 203  | 102  |

## Staff tecnico
- Allenatore: Phil Johnson
- Vice-allenatori: Frank Hamblen, Jerry Reynolds
- Preparatore atletico: Bill Jones